# М'ясо рукокрилих

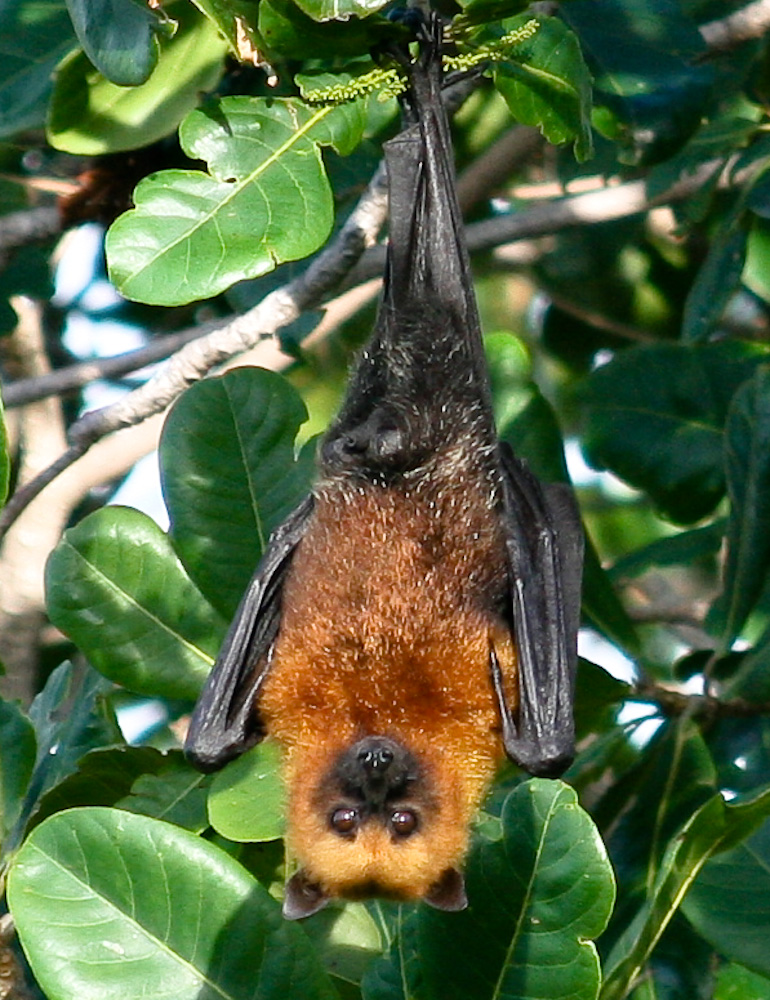
Крилан Pteropus seychellensis - одне з найбільш часто вживаних в їжу рукокрилих

М'ясо рукокрилих - основний або додатковий інгредієнт ряду страв у кухнях деяких народів Східної Азії, Океанії та Африки. Як правило, в їжу вживається м'ясо великих представників - наприклад, криланів Pteropus seychellensis.

## Загальні відомості
Культура споживання м'яса лиликоподібних різниться в залежності від конкретної країни та регіону: десь воно є порівняно повсякденною їжею, яка подається в кафе і продається в вуличних кіосках, тоді як в інших областях вважається екзотичною стравою. Способи приготування «кажанятини» також варіюються: гриль, барбекю, фритюр, смаження з перемішуванням, варене м'ясо тощо . Десь в їжу вживають тільки голови рукокрилих, а десь і внутрішні органи.

## Споживання лиликоподібних в їжу в різних країнах

### Південно-Східна Азія
В індонезійського народу мінахасців, що проживає в північній частині острова Сулавесі, поширена страва паніки, що представляє собою смаженого крилана, приправленого каррі. Нерідко інгредієнтами для страви служать й інші спеції і трави та кокосове молоко; паніки також може служити основою для супу. Іноді паніки рясно приправляється перцем і тоді, за деякими даними, за смаком нагадує гостру яловичину.

Різні варіанти паніки в Індонезії
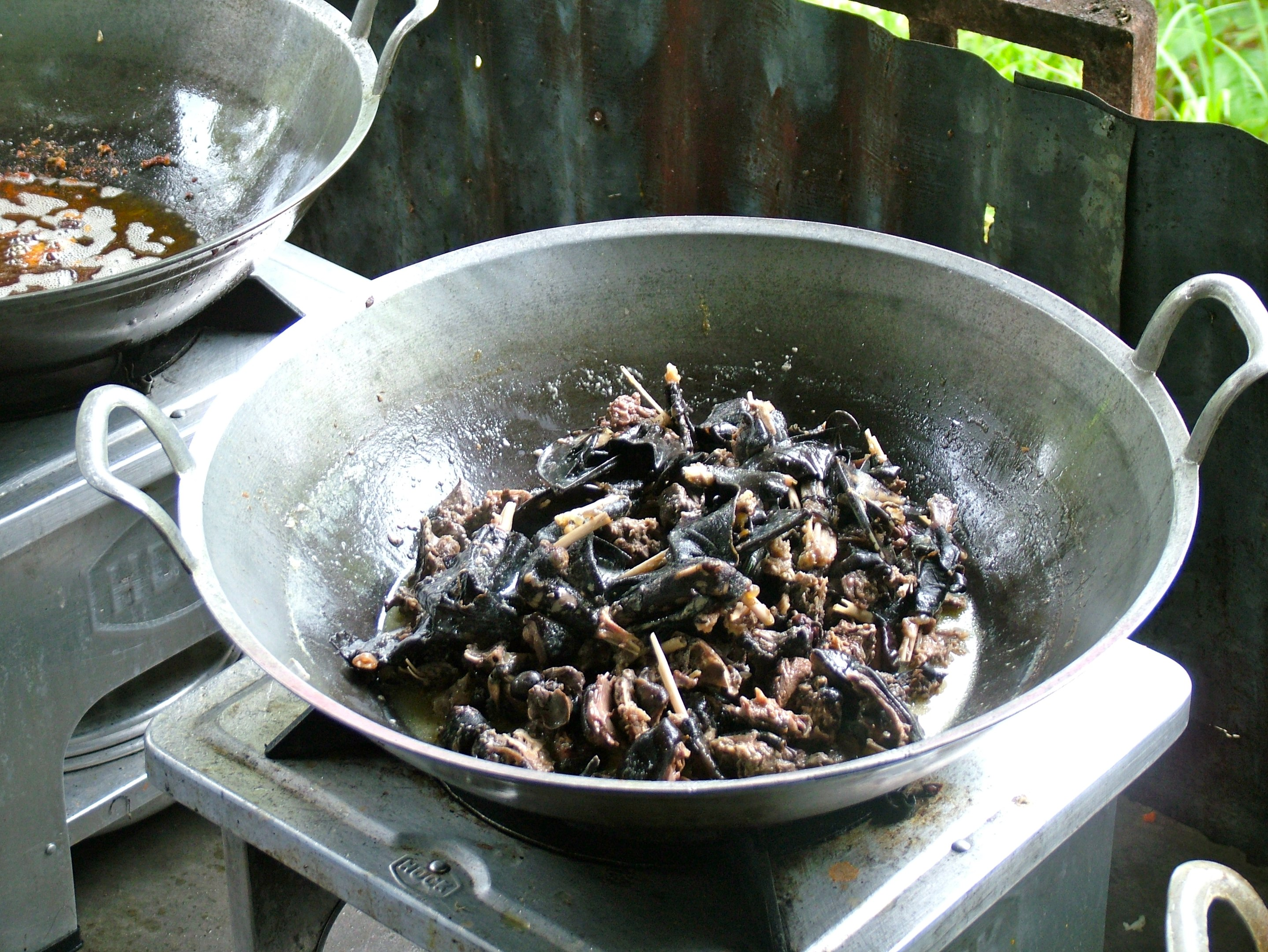
Процес приготування паніки
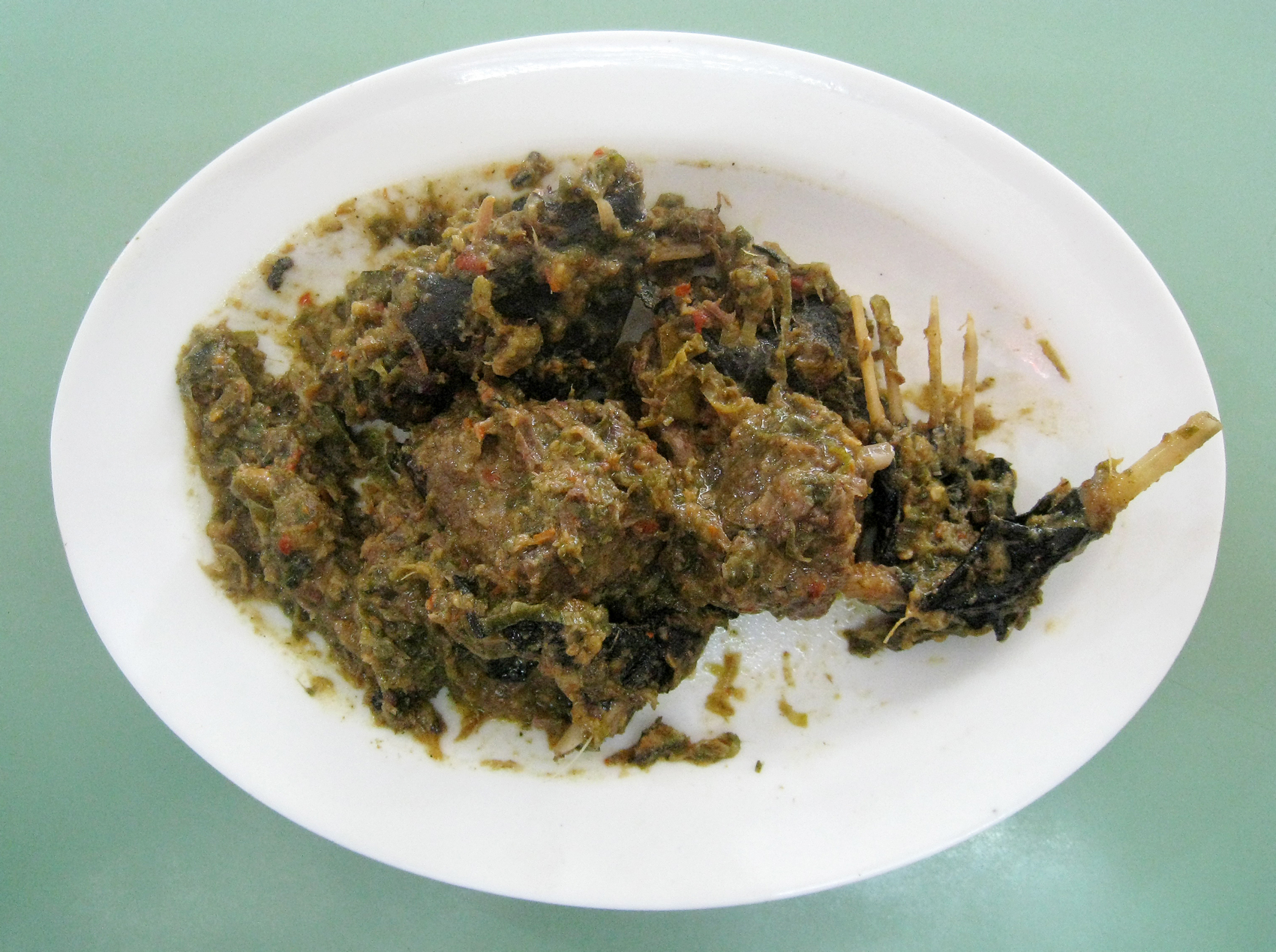
Паніки у вигляді смаженого кажана, приправлені каррі
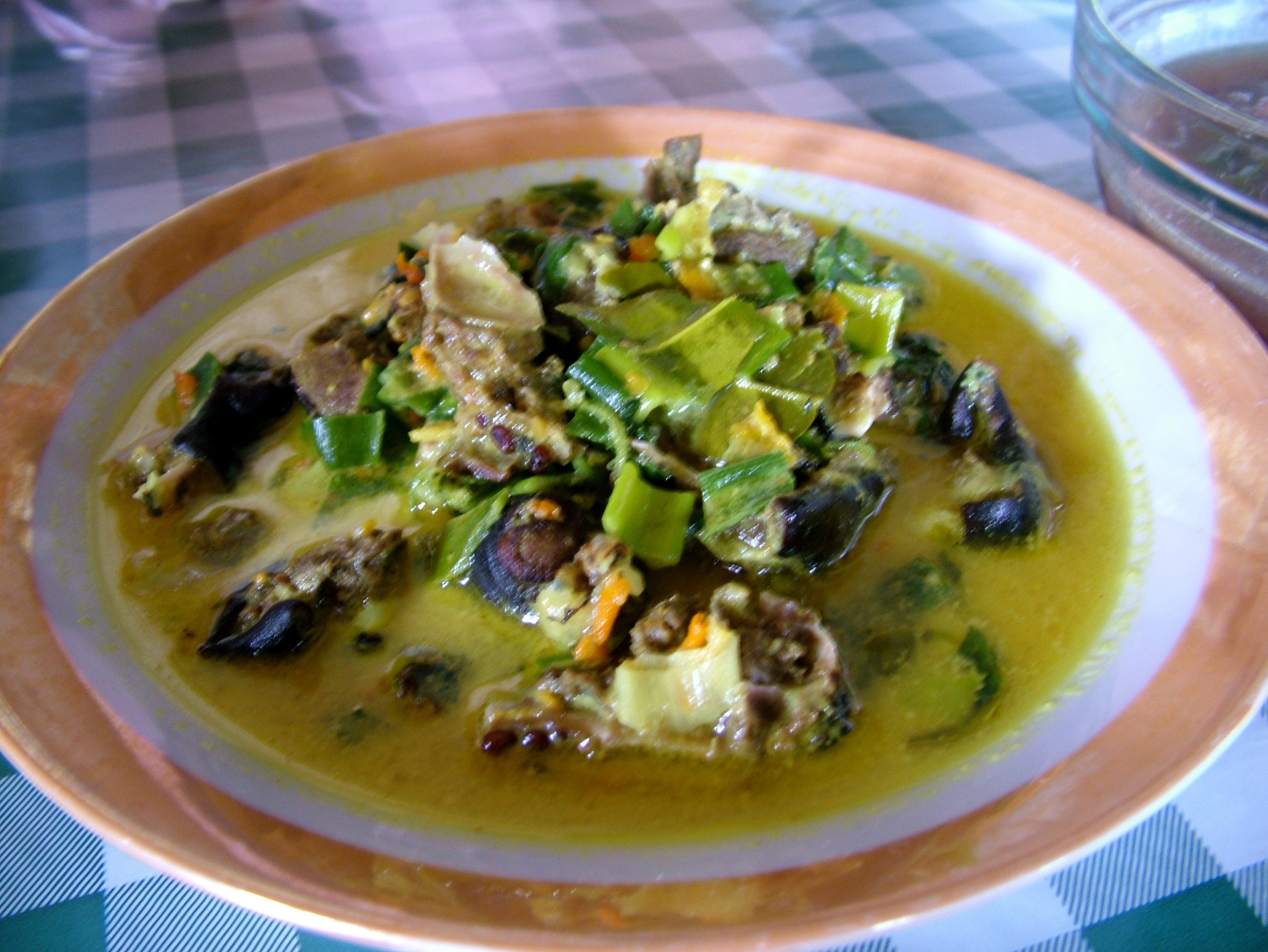
Суп на основі паніки

У В'єтнамі м'ясо криланів іноді додається в рисову кашу, в Лаосі та Камбоджі голови кажанів, засмажені на шампурах, в деяких місцевостях є популярними закусками. Невеликих криланів у цих країнах зазвичай тушкують на повільному вогні з овочами. Відомі також випадки приготування з дрібно нарізаного вареного м'яса невеликих кажанів подібно екстракту, що вживається як тонізуючий засіб . На Філіппінах були відомі випадки вживання в їжу виду Dobsonia chapmani  (вин наразі знаходиться на межі вимирання через інтенсивне полювання).

Приготування страв з рукокрилих
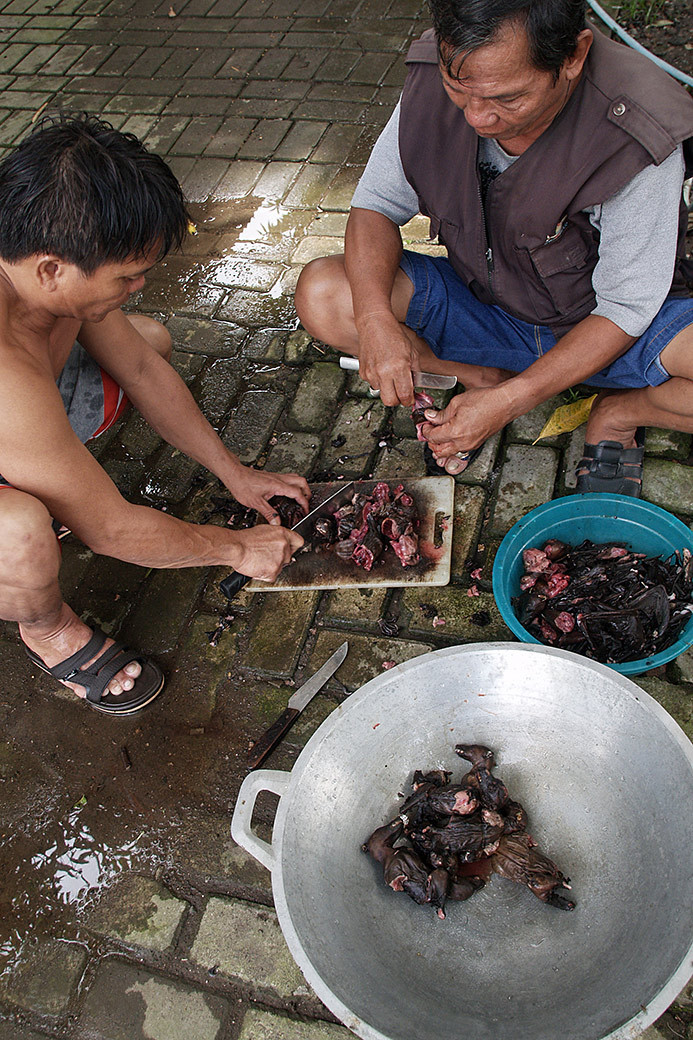
Кажани, відібрані для приготування
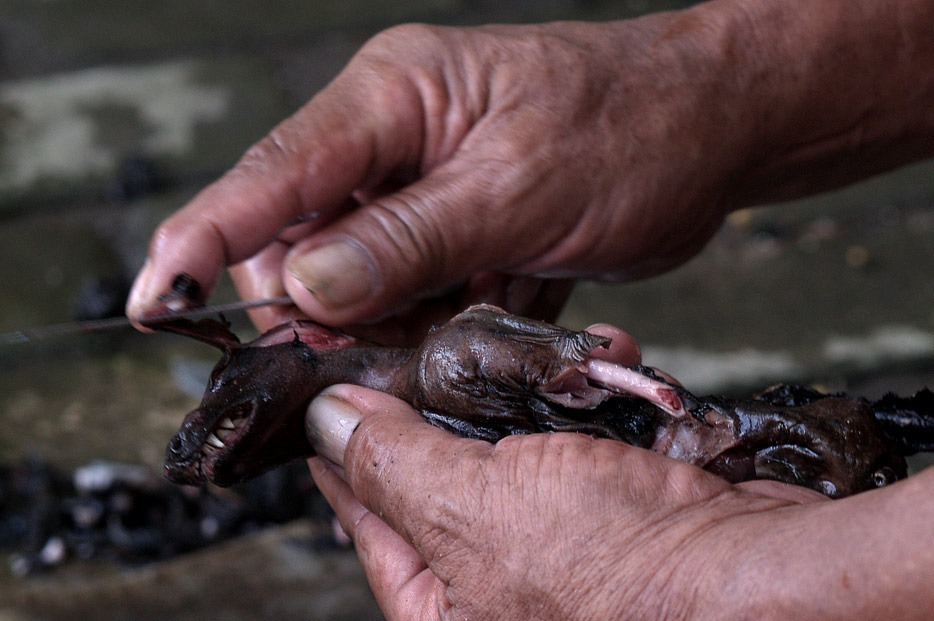
Очищення тіл кажанів перед приготуванням
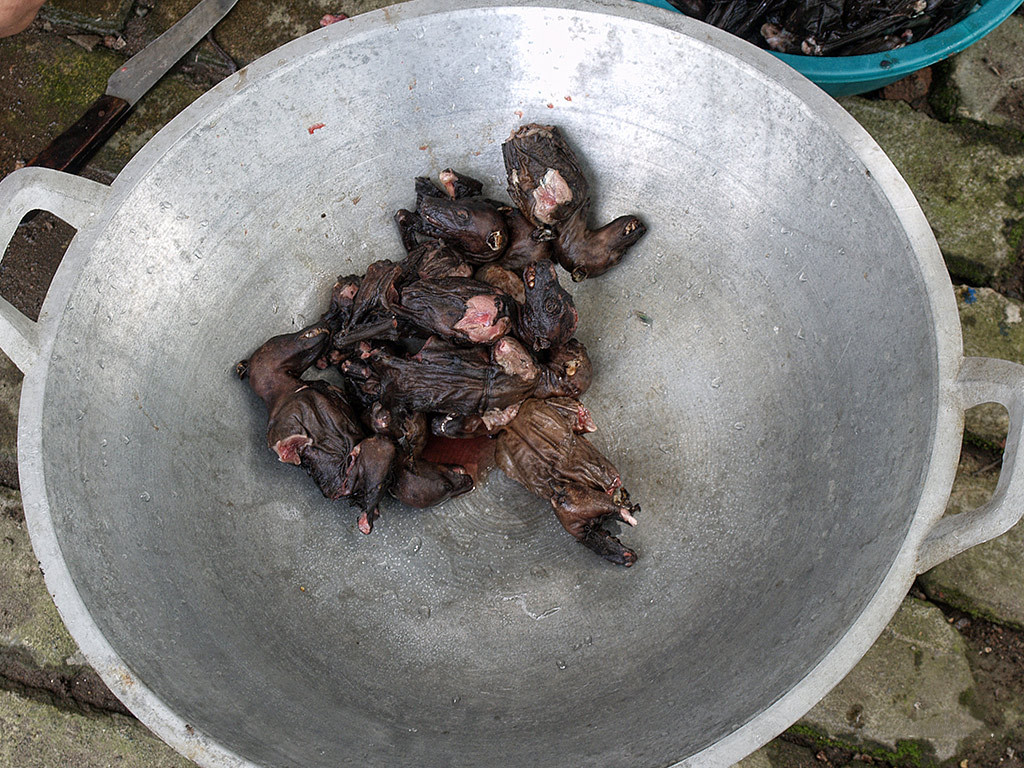
Кажани, готові до процесу приготування їжі

Страви з кажанів відомі і в південних регіонах Китаю. Так, в кантонскій кухні м'ясо лиликоподібних вважається екзотичною стравою. На Тайвані смажених кажанів можна зустріти в деяких крамницях. Крім того, в сичуаньській кухні відомий суп з неперетравлених комарів, що добуваються з посліду кажанів .
В Японії споживання кажанів у їжу мало місце на островах Рюкю (під час існування королівства Рюкю) і Огасарава, однак ніколи не існувало в масштабах традиції і носило епізодичний характер. Кількість лиликоподібних на цих островах завжди було невеликим, а нині вони взяті під охорону та полювання на них заборонено законом.

### Океанія
У XXI столітті з країн Океанії споживання лиликоподібних найбільш поширене в Палау та Вануату. Так, в Палау місцевих лиликоподібних готують з кокосовим молоком, імбиром та різними спеціями і подають в місцевих ресторанах та продають в магазинах. Встановлено, що в період японського правління (1918-1944) в Палау страви з кажанів були поширеною їжею в їдальнях середніх шкіл . У кухні Вануату також відомі страви з лиликоподібними; острів'яни, так само як і представники філіппінського аборигенного народу агта (аета) в минулому, використовують для полювання на них в основному луки та стріли. У Нової Каледонії полювання на кажанів іноді влаштовується як видовище для туристів.
На Гуамі та Маріанських островах (зокрема, на Сайпані) серед народу чаморро споживання місцевих Маріанських летючих лисиць раніше було досить поширене, проте нині, зважаючи на скорочення популяції та міграцій лиликоподібних, культура їх споживання в їжу поступово відживає. Проте на Гуамі популярність такої страви залишається високою, і, з причині скорочення місцевих популяцій, відомі випадки напівлегального ввезення Pteropus pselaphon (бонінська летюча лисиця, ендемік Японії) і самоанської летючої лисиці на острів для споживання в їжу. Американськими військовими, які окупували Огасараву в 1945 році (в ході Другої світової війни), були описані спостерігалися ними випадки вилову мсітками місцевими мешканцями Pteropus pselaphon.
На Папуа - Новій Гвінеї споживання лиликоподібних в їжу поширене серед народу каран, які полюють на них заради м'яса. М'ясо місцевих лиликоподібних за смаком нагадує, за деякими даними, курку, а суп з приправами, які з нього варять, вважається більш поживним, ніж індонезійський аналог.  Деякі племена австралійських аборигенів також їдять м'ясо лиликоподібних, полюючи на них за допомогою бумерангів.

### Африка
З країн Західної Африки споживання лиликоподібних в їжу має місце, наприклад, в Гвінеї та Сьєрра-Леоне, однак найбільше поширене в Буркіна-Фасо, де страви з них досить популярні. Мешканці країни полюють на них за допомогою пістолетів, пневматичної зброї або збивають з рогаток, зроблених з гілки дерева та гумки.
На Сейшельських островах, розташованих в Індійському океані, м'ясо криланів, приправлене каррі, є одною з головних страв національної креольської кухні.

## Небезпеки споживання в їжу
Споживання лиликоподібних в їжу людиною може привести до зараження цілим рядом захворювань.
Так, однією з можливих причин епідемії атипової пневмонії в Китаї в 2002—2003 роках вважають зараження цим коронавірусом через вживання м'яса інфікованих кажанів та інших диких тварин.
Спалах в 2014 році в Західній Африці геморагічної лихоманки Ебола також нерідко пов'язується зі споживанням м'яса лиликоподібних. Одним з початкових вогнищ епідемії було місто Гекеду на півдні Гвінеї, в околицях якого полювання на кажанів (серед яких, як показали дослідження, багато інфікованих вірусом Ебола) досить поширене.